# 复毛杜鹃
复毛杜鹃（学名：Rhododendron preptum）为杜鹃花科杜鹃花属下的一个种。

## 扩展阅读
- 維基物種上的相關：复毛杜鹃